# Арена-Север
«Аре́на-Се́вер» — многофункциональный спортивно-зрелищный комплекс в Красноярске. Краевое государственное учреждение. Находится в Советском районе города. Является главной ареной для местной баскетбольной команды «Енисей», а также местом проведения концертов и других массовых культурно-развлекательных мероприятий. Вместе с другими построенными и реконструированными объектами города для зимних видов спорта и Сибирским федеральным университетом «Арена-Север» стала базой для проведения XXIX Всемирной Зимней Универсиады-2019. Арена может трансформироваться как в хоккейную площадку, так и в баскетбольную.
Название «Арена-Север» предложила жительница Днепропетровска Екатерина Ковалева. Она выиграла в конкурсе «Назови ледовый дворец», за что и была награждена грамотой министра спорта, туризма и молодёжной политики Красноярского края С. Н. Гурова в 2011 году.

## Эксплуатация
- В 2011—2018 гг. был домашней ареной для красноярских хоккейных команд ХК «Сокол» и МХК «Красноярские рыси».
- С 2018 служит постоянной домашней ареной только для баскетбольного клуба «Енисей». В марте 2019 на арене прошли соревнования по хоккею с шайбой и шорт-треку в рамках зимней Универсиады-2019.

## Открытие арены и первый матч

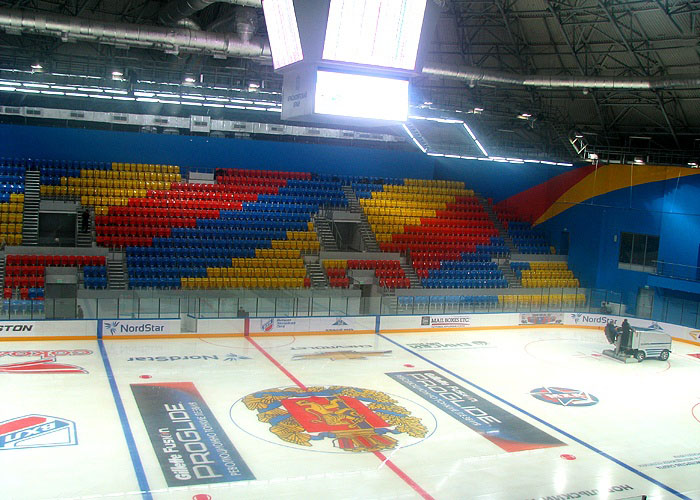
Подготовка перед первой игрой на арене

В Красноярске 20 декабря открылся ледовый дворец «Арена-Север». Первыми опробовать новый лёд приехали лидеры сводной таблицы ВХЛ — хоккейный клуб Рубин из Тюмени. Хозяева площадки — красноярский «Сокол» — открыли счет уже на первой минуте матча, однако они не сумели одержать победу. Итоговый счет — 2:5 в пользу «Рубина». Этот матч открытия «Арены-Север» посетил управляющий директор ВХЛ Герман Скоропупов. На следующий день состоялась вторая игра на новой площадке, в которой «Сокол» так же соревновался с «Рубин». Но и в этот раз красноярцы не смогли одержать победу, и матч был завершён со счетом 0:3 в пользу гостей.

## Инфраструктура арены
Ледовый дворец включает в себя четыре блока. Первый блок — собственно ледовая арена, где располагаются ледовое поле (30 х 61м) с количеством зрителей 3,5-4 тыс. человек, вестибюли, фойе, рекреации, гардероб, четыре раздевалки с душевыми, судейские, технические и вспомогательные помещения, кафе и ресторан, хореографический и тренажерный залы. Во втором блоке располагаются универсальный спортивный зал (48 х 24м), две раздевалки с душевыми, служебные и технические помещения. Третий блок состоит из секций, содержащих тренировочный зал для учебных занятий, тренажерный зал. В четвёртом блоке предусмотрены трибуны и скала-тренажер для скалолазания высотой 15 м.